# Giorgi Vazagasjvili
Giorgi Vazagasjvili, född den 19 april 1974 i Gori, Georgiska SSR, Sovjetunionen, är en georgisk judoutövare.
Han tog OS-brons i herrarnas halv lättvikt i samband med de olympiska judotävlingarna 2000 i Sydney.